# Mac & Katie Kissoon
Mac & Katie Kissoon var en syskonduo, bestående av Gerald Farthing (född 11 november 1943) och Kathleen Farthing (3 november 1951) från Port of Spain, Trinidad. Syskonen flyttade till Storbritannien 1962.
Efter att de hade varit medlemmar i grupperna The Marionettes och Rag Dolls, och efter att Katie hade släppt solosinglar under namnet Peanut så bildade de duon Mac & Katie Kissoon. Deras genombrott kom 1971 med en cover på låten "Chirpy Chirpy Cheep Cheep" som blev deras enda hit på Billboardlistan.
1972 kom deras genombrott i Sverige när de i rask följd placerade två låtar på Tio i topps förstaplats: "I've Found My Freedom" och "Hey You Love". 

Duons genombrott i England dröjde till 1975 när låtarna "Sugar Candy Kisses" och "Don't do it Baby" nådde topp-10 på englandslistan.
Duon upplöstes 1977, men återförenades med ett nytt album 1997.

## Diskografi i urval)
Album
- The Beginning (1971)
- Love Will Keep Us Together (1974)
- Sugar Candy Kisses (1975)
- The Two of Us (1976)
- The Mac and Katie Kissoon Story (1978) (samlingsalbum)
- From Now On (1997}

Singlar
- "Chirpy Chirpy Cheep Cheep" (1971)
- "I've Found My Freedom" (1972)
- "Hey You Love" (1972)
- "Sugar Candy Kisses" (1974)
- "Don't do it Baby" (1974)